# Alexandre de Bacardí i de Janer
Alexandre de Bacardí i de Janer   (Barcelona, 16 de setembre de 1815 - Premià de Dalt, 28 d'agost de 1905) fou un jurista català.

## Biografia
Era fill de Ramon de Bacardí i Cuyàs i germà de Baltasar de Bacardí i de Janer.
Estudià dret a la Universitat de Cervera. Va publicar diverses obres de dret (marítim, militar, etc.), entre les quals va destacar el primer tractat de dret mercantil escrit en llengua castellana: el Tratado de derecho mercantil en España, del 1840. També va participar en la redacció d'un manual sobre el tradicional dret civil català. Va donar suport a la restauració borbònica i formà part dels grups polítics alfonsins. El 1890 fou escollit regidor de l'ajuntament de Barcelona pel Partit Conservador.